# Inimicus didactylus
Poisson démon, Rascasse ennemie
Espèce
Inimicus didactylus, communément nommé Poisson démon ou Rascasse ennemie, est une espèce de poisson de la famille des scorpénidés, cousin des rascasses et du poisson-pierre.

## Description
Le Poisson démon est un poisson de petite taille pouvant atteindre 25 cm de long.
Corps souvent partiellement couvert d'éléments de son environnement avec des excroissances afin de se fondre dans le paysage. Présence d'épines dorsales longues, bien distinctes et venimeuses. Les nageoires pectorales forment un voile très coloré (blanc, jaune…) lorsqu'elles sont déployées et constituent un moyen de dissuasion envers un potentiel prédateur. La particularité de ce poisson est la présence de deux rayons libres sur chacune des nageoires pectorales qui lui permettent de se déplacer sur le substrat. La tête est caractéristique également des poissons enfouis, la bouche est largement avancée et les yeux globuleux se détachent bien. La teinte du corps de ce poisson varie mais demeure globalement dans les tons brun-rouge.

## Distribution et habitat
Cette espèce se rencontre dans les eaux tropicales de la zone centrale de l'Indo-Pacifique.
Le poisson démon fréquente de préférence les fonds sableux ou vaseux avec des gravats coralliens et débris végétaux (feuilles mortes et palmes) voire également dans prairies de Zosteraceae entre 1 et 20 m de profondeur.

## Alimentation
Se nourrit de petits poissons, de crevettes et autres petits crustacés passant à sa portée.

## Comportement
Benthique, nocturne, chasse à l'affût enfoui dans le substrat.

## Sources bibliographiques
- Andrea & Antonnella Ferrari, Macrolife, Nautilis publishing, 2003 (ISBN 983-2731-00-3)
- Ewald Lieske et Robert Myers, Guide des poissons des récifs coralliens, Delachaux et Niestlé, 1995 (ISBN 2-603-00982-6)